# De Gele Rijders (In 't Duin)
De Gele Rijders (In 't duin) is een schilderij van de Nederlandse kunstschilder George Hendrik Breitner, geschilderd in 1885-1886, olieverf op doek, 115 x 77,5 centimeter. Het toont militairen van het Korps Rijdende Artillerie in de gele Hollandse duinen, in een impressionistische weergave. Het werk bevindt zich sinds oktober 1886 in de kunstcollectie van het Rijksmuseum Amsterdam.

## Context
Breitner maakte van kindsbeen af al tekeningen met oorlogstaferelen en paarden. Ook in zijn Haagse periode, tussen 1876 en 1886, zou hij zich intensief met dit genre bezighouden. Tal van studies met de cavalerie als onderwerp, herinneren aan pogingen om bewegingen van de ruiterij vast te leggen. Veel wijst erop dat Breitner hierbij Eadweard Muybridge's in 1882 verschenen fotoboek Horse in motion heeft gebruikt, met verschillende analyses van de gang van een paard. Diverse van zijn uitermate natuurgetrouwe studies tonen een nauwgezette overeenkomst met afbeeldingen uit deze uitgave. Breitner zou in zijn latere loopbaan veelvuldig de fotografie als hulpmiddel gebruiken bij zijn schilderijen. Tijdens zijn 'Amsterdamse periode', vanaf de jaren 1890, zou hij ook zelf veelvuldig fotograferen.

## Afbeelding
De Gele Rijders is een ruig geschilderd tafereel met aanstormende paarden in de gele Hollandse duinen. Afgebeeld worden militairen van het Korps Rijdende Artillerie, een elite-eenheid van de Koninklijke Landmacht. Het korps (sinds de Tweede Wereldoorlog was ze al niet meer 'rijdend') viel op door haar met gele tressen afgezet huzarenuniform. Breitner, die in 1884 korte tijd in Parijs woonde, beeldt het korps in volle glorie af, in een losse impressionistische toets welke in die tijd als sterk vernieuwend gold. Breitner schilderde de Gele Rijders meerdere malen. Qua onderwerp gelden deze doeken nog steeds als redelijk uniek binnen de Nederlandse schilderkunst van na 1800.

## Waardering

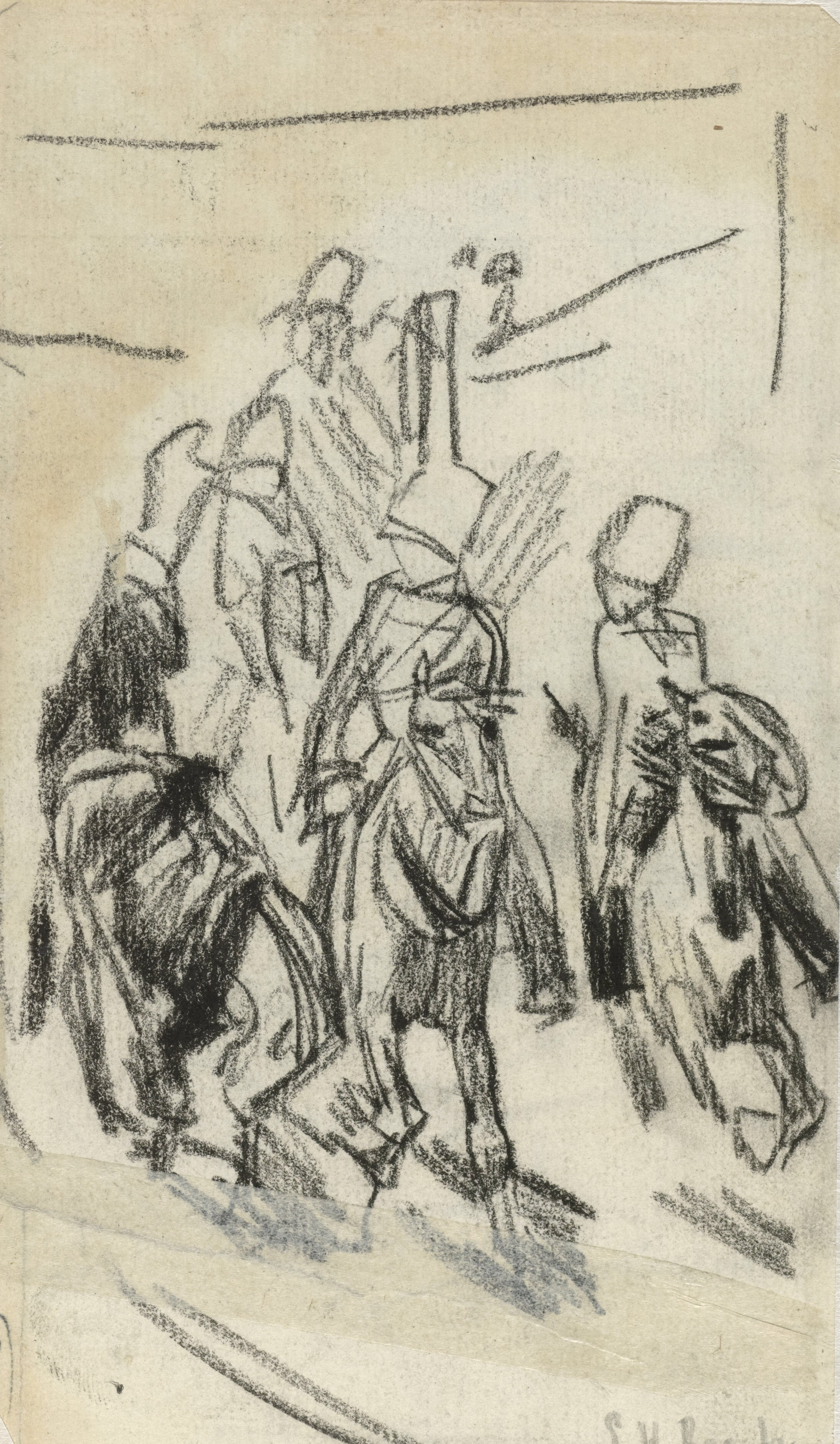
Studie in houtskool

Ondanks dat de impressionistische werkwijze In Nederland als redelijk controversieel gold in die dagen, kreeg Breitner direct veel waardering voor zijn Gele Rijders. Tijdens een expositie van het schilderij bij Arti et Amicitiae, in oktober 1886 te Amsterdam, kocht het Rijk het schilderij voor 600 gulden aan, ter plaatsing in het in 1885 geopende nieuwe Rijksmuseumgebouw. Dit was opvallend gezien de reputatie die het Rijk had zich weinig te bemoeien met de bevordering van de eigentijdse kunst.
Van belang voor Breitners reputatie was ook de positieve kritiek van de invloedrijke kunstcriticus Maurits van der Valk (1857-1936), die een sceptische oudere generatie critici de mond snoerde. Ook Carel Vosmaer uitte zich positief over dit werk in De Nederlandsche Spectator: 'Maar welk een vaart en storm in de beweging, welk een gevoel voor de poëzie van zulk een tintelende, stoffige, woelige groep!' In hetzelfde jaar werd Breitner uitgenodigd door de avantgardistische Les Vingt om zijn werk in Brussel te tonen. Zijn naam was gevestigd en een nieuwe stijl leek geaccepteerd. De Gele Rijders kan in dat opzicht een markerend werk in de moderne Nederlandse schilderkunst worden genoemd.